# Tîhonovîci, Snovsk
Tîhonovîci (în ucraineană Тихоновичі) este localitatea de reședință a comunei Tîhonovîci din raionul Snovsk, regiunea Cernihiv, Ucraina.

## Demografie
Componența lingvistică a localității Tîhonovîci
     Ucraineană (98,48%)
     Alte limbi (1,53%)
Conform recensământului din 2001, majoritatea populației localității Tîhonovîci era vorbitoare de ucraineană (98,48%), existând în minoritate și vorbitori de alte limbi.